# ريتشارد فون كرافت إيبنج
ريتشارد فريدولين جوزيف فرايهر كرافت فون فستنبيرج عوف فرونبيرج جينت فون إيبنج (بالألمانية: Richard von Krafft-Ebing) طبيب نفسي ألماني ولد في مانهايم، دوقية بادن الكبرى في 14 أغسطس 1840. وريتشارد إيبنج هو مؤلف العديد من الكتب، ويأتي في مقدمتها، كتاب الاعتلال النفسي الجنسي الذي صدر عام 1886. ويعد أول كتاب مكرس كليا لتناول الشذوذ الجنسي، حيث جمع فيه عدة أنمطة للسلوك تحت مصطلح المازوخية والتي تعني الحصول على المتعة عند تلقي التعذيب الجسدي أو النفسي.
ودرس كرافت إيبنج الطب في جامعة هايدلبرغ، حيث تخصص في الطب النفسي، وتدرب بعد ذلك في المصحات النفسية. وبعد أن ترك عمله في المستشفيات النفسية، ألتحق بالعمل في الطب النفسي والطب الشرعي والتنويم المغناطيسي. وتوفي في غراتس بالإمبراطورية النمساوية المجرية في 22 ديسمبر 1902.

## أعماله

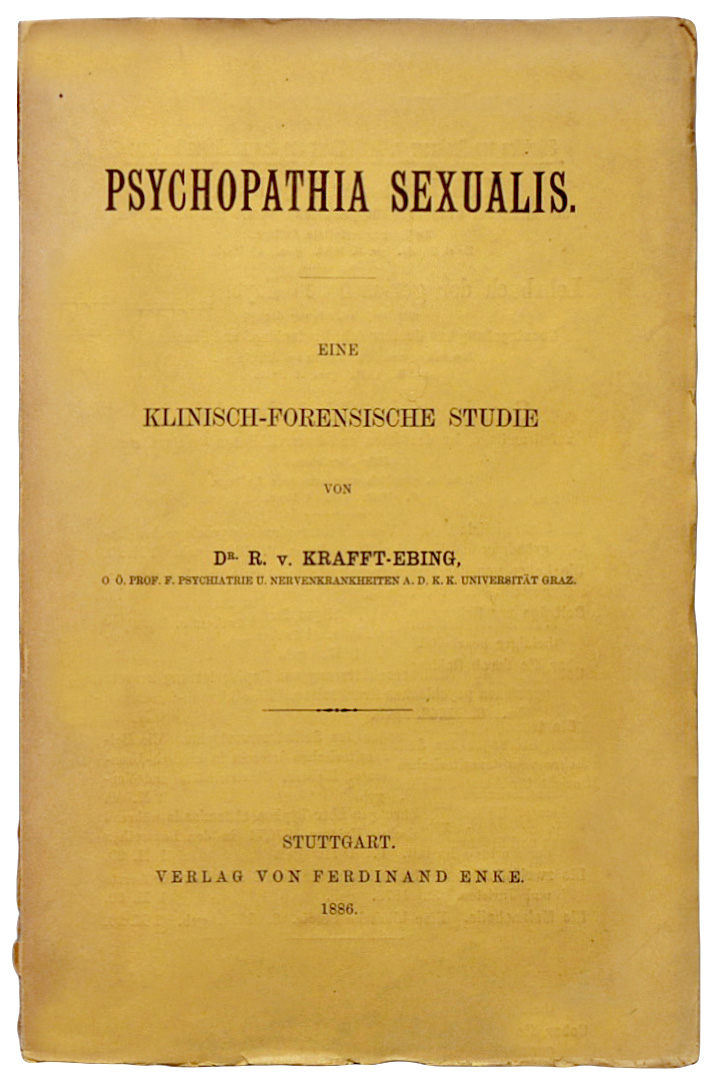
غلاف النسخة الأولى من كتاب الاعتلال النفسي الجنسي عام 1886 لكرافت إيبنج

- كتاب الاعتلال النفسي الجنسي عام 1886
- الكآبة: دراسة سريرية عام 1874
- كتاب في الطب العقلي عام 1879
- علم النفس الجنائي عريضة للمحامين (النسخة الثانية) 1882
- الشلل التدريجي العام عام 1894
- العصبية والوهن العصبي عام 1895

## أعماله المترجمة إلى الأنجليزية
- دراسة تجريبية في مجال التنويم المغناطيسي (نيويورك ولندن عام 1889)
- كتاب في الطب العقلي عام 1902
- كتاب الاعتلال النفسي الجنسي (النسخة الثانية عشر) عام 1903
- كتاب نصي عن الجنون عام 1905